# Фанфан Лалето (филм, 2003)
„Фанфан Лалето“ (на френски: Fanfan la tulipe) е френски филм от 2003 г. в главните роли, на който участват Венсан Перес и Пенелопе Крус. Режисиран е от френския режисьор от полски произход Жерар Кравчик. Времетраенето му е 97 минути. Филмът е римейк на едноименния филм от 1952 г., определян от кинокритиците като класика във френското кино.
 Внимание:  Текстът по-долу разкрива сюжета на произведението (или части от него)!
Лентата описва романтичната история на търсач на приключения от времето на Луи XV. Швейцарско-испанският актьор Венсан Перес приема предизвикателството и се превъплътява в емблематичния образ на Фанфан Лалето. Перес се научава виртуозно да се дуелира с шпага, майсторски да галопира на кон и сам изпълнява всички каскади във филма.